# Renzo Zorzi
Pour les articles homonymes, voir Zorzi.
Renzo Zorzi, né le 12 décembre 1946, Ziano di Fiemme près de Trente (Trentin-Haut-Adige), et mort le 15 mai 2015 à Magenta, est un pilote automobile italien. Il a participé à 7 Grands Prix de Formule 1 entre 1975 et 1977 et inscrit un point.

## Biographie
Ingénieur chez Pirelli, Renzo Zorzi s'engage en Formule 3 au volant d'une Tecno en 1972. Travaillant en parallèle sur le projet Formule 3 de la Scuderia Lancia, il remporte le Grand Prix de Monaco de Formule 3. Frank Williams lui offre une place en Formule 1 pour disputer son Grand Prix national, sur le circuit de Monza ; il termine quatorzième et dernier, à six tours du vainqueur Clay Regazzoni.
Toujours sur une Williams, il dispute le premier Grand Prix de la saison 1976, au Brésil, et termine neuvième. Remplacé par Michel Leclère, il retourne en Formule 3.
En 1977, il obtient un budget privé lui permettant d'intégrer l'équipe Shadow. Il marque son unique point en Formule 1 lors du Grand prix du Brésil à la suite de l'abandon de son coéquipier Tom Pryce. Lors du Grand Prix suivant, en Afrique du Sud, Renzo Zorzi, victime d'une panne, se range au bord du circuit. Les commissaires traversent la piste pour intervenir, l'un d'eux est fauché par Tom Pryce qui survenait et qui est tué dans le choc par l'extincteur que portait le commissaire de piste.
Deux courses plus tard, faute de moyens financiers, Renzo perd son volant en Formule 1 et se lance dans les courses de voitures de sport et dans le championnat de Grande-Bretagne de Formule 1. Il remporte les 1000 km de Monza en 1979, puis s'occupe d'une école de conduite Pirelli.

## Résultats en championnat du monde de Formule 1
| Saison | Ecurie                     | Châssis  | Moteur      | Pneus    | GP disputés | Points inscrits | Classement |
| ------ | -------------------------- | -------- | ----------- | -------- | ----------- | --------------- | ---------- |
| 1975   | Frank Williams Racing Cars | FW       | Cosworth V8 | Goodyear | 1           | 0               | n. c.      |
| 1976   | Frank Williams Racing Cars | FW04     | Cosworth V8 | Goodyear | 1           | 0               | n. c.      |
| 1977   | Shadow Racing Team         | DN5B DN8 | Cosworth V8 | Goodyear | 5           | 1               | 19e        |